# Peteco Carabajal
Peteco Carabajal, nacido Carlos Oscar Carabajal Correa (La Banda, 25 de mayo de 1956), es un compositor, cantor y reconocido músico del folclore argentino, que ejecuta guitarra, bajo, violín, percusión y quena.

## Biografía
Hijo de Zita Correa y de Carlos Carabajal, el Padre de la Chacarera, Peteco ha conjugado espiritualmente la música instrumental folklórica de percusión argentina, arribando al proyecto Chacarera Proyección. Su repertorio fue interpretado por muchos artistas populares argentinos: Mercedes Sosa, Jacinto Piedra, Verónica Condomí, Los Chalchaleros, Los Fronterizos, Los Cantores de Quilla Huasi, Horacio Guarany, Soledad, Los Tucu Tucu, Teresa Parodi. Carabajal es uno de los máximos exponentes del folclore argentino. Es conocido por su compromiso con la cultura popular. 
A los 18 años, grabó su primer disco con su primo Roberto Carabajal y Shalo Leguizamón, con quienes formaba el Santiago Trío. Al poco tiempo, en 1975 se sumó al grupo musical de la familia, Los Carabajal, actuando en Argentina, en sus festivales folklóricos, como también en Latinoamérica, Europa y África. En 1988 formó el grupo Santiagueños, junto a Jacinto Piedra y el bailarín Juan Coqui Saavedra. En 1990, con Santiagueños, logró el premio Consagración en el Festival de folklore de Cosquín. En 1995 obtuvo el Premio Konex de Platino como el Mejor Compositor de Folklore de la década en la Argentina. En 2005 ganó el Premio Konex-Diploma al Mérito, como uno de los cinco mejores compositores de la década, galardón que volvió a obtener en 2015.
En 1991, tras la muerte de Jacinto Piedra, comenzó su etapa solista. Ese año editó su primer disco como solista Encuentros, editado por EMI.
Participó en dos discos junto a Mercedes Sosa con quien realizó giras como invitado por Alemania, Austria, Bélgica, Holanda y Suiza, por tres años.
Es autor de temas clásicos, entre ellos «Como pájaros en el aire» (dedicado a su madre), «Viejas promesas», «Perfume de carnaval» y la musicalización e interpretación del poema de Antonio Esteban Agüero, desaparecido poeta puntano, «Digo la mazamorra».
Quizás su obra emblemática sea «La estrella azul», poema autobiográfico llevado a la canción. Allí relata sus sentimientos luego de que lo separaran de su hijo Juan cuando este tenía solo 5 meses. Volvió a verlo una vez a los 6 años en África, mas no le permitieron decirle que era su padre. 
Recién diecinueve años después, Peteco Carabajal retomó contacto con Juan, quien hoy vive en Viena.
En 1995 obtiene junto a los Carabajal un notable éxito en el Festival de Cosquín del que sería invitado habitual.
El 25 de mayo de 2014 formó parte de los festejos por el aniversario de la Revolución de Mayo, en el marco del show "Somos Cultura" del Ministerio de Cultura de la Nación.

Ha incursionado en la pintura.Ha triunfado en distintos géneros musicales entre ellos chacarera, el tango, el rock, en 2014 hizo su debut como productor cinematográfico, 
Durante Festival de Doma y Folklore de Jesús María ese mismo mes participó cómo estrella invitada en el Festival de Cosquín recibió la ovación del público

A lo largo de su extensa carrera ha sido reconocido con el Gran Premio Sadaic, dos Premios ACE, Premio Atahualpa al Folklore, dos Premios Gardel, Personalidad Destacada de la Cultura de la Ciudad de Buenos Aires, dos Menciones de Honor otorgadas por Congreso de la Nación.

## Sus músicos
- Juancho Farías Gómez: bajo.
- Homero Carabajal Cárpena: guitarra y voz.
- Daniel Patanchón: guitarra midi.
- Martina Ulrich Cárpena: percusión y voz.
- Jorge Cumbo: quena.
- Jorge García (invitado especial percusionista en varias de sus grabaciones).

## Discografía

### ConMúsicos Populares Argentinos
Nadie, más que nadie (1985)
- 1. Lo que canto a la mañana
- 2. Como pájaros en el aire
- 3. Desde el puente carretero
- 4. Digo la mazamorra
- 5. Te voy a contar un sueño
- 6. La viuda
- 7. Para un amanecer
- 8. Relato
- 9. Rumi Cani (Soy piedra y raíz)

Antes de que cante el gallo (1985)
- 1.La canción del brujito
- 2. Una canción vieja
- 3. El campo te está esperando
- 4. Maturana
- 5. El humahuaqueño
- 6. Recuerdos de Ypacaraí
- 7. Don Sixto Palavecino

### ConJacinto Piedra(Santiagueños)
Transmisión Huaucke (1987)
- 1. La canción del brujito
- 2. El campo te está esperando
- 3. Perfume de carnaval
- 4. Rumi Cani (Soy piedra y raíz)
- 5. Te voy a contar un sueño
- 6. Hermano Kakuy
- 7. La estrella azul
- 8. Donde ha quedado el cielo
- 9. El buen lugar
- 10. Como pájaros en el aire

### Como solista
Encuentro (1991)
- 1. Encuentro
- 2. El embrujo de mi tierra
- 3. La gracia se presentaba
- 4. Fortuna, Fama y Poder
- 5. Soy Santiagueño, Soy Chacarera
- 6. Digo la mazamorra
- 7. Bajo la sombra de un árbol
- 8. El viajero
- 9. camino al amor
- 10. Mensajero del sol

Memoria de amor (1994)
- 1. De fiesta en fiesta
- 2. La estrella del pueblo [con Chango Farías Gómez]
- 3. Diosito no es culpa nustra
- 4. Romance para mis tardes amarillas
- 5. Ay, Ay, Ay cuando
- 6. Memoria de amor (Micaela)
- 7. El viejo almacén [con Adriana Varela]
- 8. Para un alma que se eleva
- 9. La estrella azul
- 10. Atahualpa
- 11. Parece mentira
- 12. El cantor del futuro

Borrando fronteras (1995)
- 1. Borrando fronteras
- 2. Artista Universal
- 3. Movimientos del amor
- 4. Viejas promesas
- 5. Luz de amor [con León Gieco y Homero Carabajal]
- 6. Huella de lluvia [con Jairo y Víctor Heredia]
- 7. Yo quiero ser
- 8. Andén 8
- 9. El bailarín de los montes
- 10. Danza de la locura [con Claudia Puyó]
- 11. Jujuy
- 12. Bienvenido carnaval
- 13. Cinema Paradiso [con Mercedes Sosa]
- 14. Chacarera de los lagos [con Carlos Carabajal]

Soy Santiagueño, Soy chacarera (1996)
- 1. El embrujo de mi tierra
- 2. De fiesta en fiesta
- 3. Parece mentira
- 4. Borrando fronteras
- 5. Luz de amor
- 6. El bailarín de los montes
- 7. Chacarera de los lagos
- 8. Fortuna, fama y poder
- 9. Bajo la sombra de un árbol
- 10. Para un alma que se eleva
- 11. Camino al amor
- 12. Transmisión huaucke / Soy santiagueño, soy chacarera

Este disco no es más que una recopilación de las mejores canciones de los primeros tres discos solistas.
Historias populares (1996)
- 1. Los indios de ahora
- 2. Espejo de amor
- 3. La de los angelitos
- 4. La callejera
- 5. Gato de la oración
- 6. La canción del brujito
- 7. El tren de la esperanza
- 8. Mi abuela bailó la zamba
- 9. Alma mula
- 10. A don Ponciano Luna
- 11. Perfume de carnaval
- 12. Desde el puente carretero
- 13. Cinco siglos igual [con León Gieco]
- 14. Como pájaros en el aire [con Mercedes Sosa]
- 15. Añoranzas
- 16. Entre a mi pago sin golpear

Andando (1999)
- 1. Voy andando
- 2. Copla de los marginados [con La Chilinga]
- 3. La tentación
- 4. Mil guitarras, mil estrellas [con Víctor Heredia]
- 5. El indio Froilán [con La Chilinga]
- 6. Yo quiero vivir
- 7. Tu silencio [con Raly Barrionuevo]
- 8. Siembra de amor
- 9. La finadita
- 10. Ya me voy
- 11. Para los ojos más bellos
- 12. Niño silvestre [con Alejandro Lerner]
- 13. Te voy a contar un sueño
- 14. El ángel azul
- 15. Sembramos la chacarera
- Bonus track. La bilingüe [con Mono Izaurralde y Chango Farías Gómez]

Arde la vida (2000)
- 1. Arde la vida
- 2. Volveré a Salavina
- 3. El violín del monte
- 4. A mis viejos [con Homero Carabajal]
- 5. San Cayetano [con Roxana Carabajal y La Chilinga]
- 6. Esa mujer
- 7. Adiós que te vaya bien [con Onofre Paz]
- 8. Hermano provinciano [con La Chilinga]
- 9. Al despertar
- 10. La Trampa
- 11. No sé que tiene la chaya
- 12. El pecado
- 11. El mensaje
- 12. Para cantarle al amor
- 13. Para el que ande más lejos

El baile (2003)
- 1. La simple (Sólo pa' bailarla)
- 2. El gato de Carlos [con Homero Carabajal]
- 3. Yo he conocido ésta tierra
- 4. Cien años de chacarera
- 5. Canción para luchar
- 6. Hipocresía
- 7. Si me voy antes que vos
- 8. Vuelo enamorado [con Homero Carabajal]
- 9. Cielo o infierno
- 10. Corazón verdugo
- 11. El gaucho Jorge Cafrune
- 12. Escondido de la alabanza
- 13. Cachito campeón de Corrientes [con Los Giménez]
- 14. Yira Yira
- 15. Atrévete a mirarme de frente [con La Catanga]
- 16 Digo la mazamorra

Ckayna Cunan (2005)
Volumen 1
- 1. Introducción / Ckayna Cunan [con Coral de las Américas]
- 2. Violín de antes
- 3. Fortuna, fama y poder
- 4. Antes del fin
- 5. La luz de tu mirar
- 6. Voy de paso
- 7. Bailar, vivir
- 8. Vidala
- 9. Digo la telesita
- 10. Chacarera de los barrios
- 11. El color de la chacarera
- 12. Elegía campesina
- 13. Chacarera del alma [con Carlos Carabajal]
- 14. Quiero sentirme mansero
- 15. Los santiagueños

Volumen 2
- 1. La mesa
- 2. Bajo la sombra de un árbol [con Luciano Pereyra]
- 3. No sé que tiene la chaya [con Los Tucu Tucu]
- 4. Como arbolito en otoño [con Graciela Carabajal, Roxana Carabajal y Luis Gurevich]
- 5. La canción del brujito [con Charly García y Bruno Arias]
- 6. El coyuyo y la tortuga [con Los 4 de Córdoba]
- 7. Mis sueños [con Carlos Carabajal]
- 8. Fueguito de la mañana [con Ica Novo]
- 9. Los Rastros de Juan Bagual [con Soledad Pastorutti]
- 10. Borrando Fronteras [con Cuti y Roberto Carabajal]
- 11. El viajero [con Homero Carabajal]
- 12. Mi abuelo tenía un violín [con El Chaqueño Palavecino]
- 13. Mi abuela bailó la zamba [con Paulinho do Pinho, Luis Salinas y Claudia Puyó]
- 14. Desde el puente carretero [con Hilda Lizarazu]
- 15. Entra a mi hogar [con Horacio Fontova]
- Bonus Track. Sofía [con Homero Carabajal]

El volumen 2 , que celebra los 30 años de Peteco junto a la música, contiene nuevas interpretaciones de canciones clásicas de su repertorio, grabadas junto a diversos artistas de distintos ámbitos musicales.
Aldeas (2008)
- 1. Aldeas
- 2. Padre de mi corazón
- 3. Perdón
- 4. Mediterráneo
- 5. Vida
- 6. Milonga del peón de campo
- 7. Añatuya
- 8. Chacarera del Tucu
- 9. Como siempre a las tres
- 10. Sebastián
- 11. Ofrenda de chacarera
- 12. Oh! Melancolía
- 13. Los libros de la buena memoria
- 14. Tiempo de Pandorgas
- 15. Entidad musical [con Ricardo Mollo]
- 16. Flor de cenizas

El viajero (2011)
- 1. El viajero
- 2. Aleluya chacarera
- 3. Bienvenidos
- 4. Juan del monte
- 5. Como la verdad
- 6. La guitarra
- 7. Como arbolito en otoño
- 8. La mataca ollera
- 9. Amanecer revolución
- 10. Coyuyo de Shanghai (instrumental)
- 11. Cuando tenga la tierra
- 12. Símbolo universal
- 13. Quimey Neuquén
- 14. El bailarín de los montes
- 15. Corazón delator
- 16. Agoniza bandoneón
- 17. Volver
- 18. Chacarera del polear
- 19. Las coplas de la vida
- 20. Vamos a andar

### ConLa Juntada
La Juntada (2004)
- 1. La olvidada
- 2. El violín del monte
- 3. Retiro al norte
- 4. Violín de Tatacú
- 5. Chacarera del exilio
- 6. Volveré a Salavina
- 7. Chacarera del Chilalo
- 8. Romance para mis tardes amarillas
- 9. La amorosa
- 10. Mientras bailas
- 11. Zamba y acuarela
- 12. Perfume de carnaval
- 13. Pájaro lluvia
- 14. Somos nosotros
- 15. Arde la vida
- 16. Mensaje de chacarera
- 17. Soy santiagueño, soy chacarera
- 18. Santiago chango moreno

### ConRoxana, Graciela y Demi Carabajal
Tributo a Carlos Carabajal (2007)
En vivo en La Trastienda
El patio (CD 1)
- 1. Que más se puede pedir
- 2. Chacarera de los lagos
- 3. La pockoy pacha
- 4. El campo te está esperando
- 5. Zamba para un bohemio guitarrero
- 6. Corría, corría, corría
- 7. Corazón atamisqueño
- 8. Por la costa del Salado
- 9. La noche de mi pago
- 10. El melero
- 11. Chaya que agita mi sangre
- 12. Oh mujer
- 13. Domingos Santiagueños
- 14. Amor en las trincheras
- 15. Fiesta grande en Santiago

El escenario (CD 2)
- 1. Chacarera del patio
- 2. Tradiciones santiagueñas
- 3. Por un mundo mejor
- 4. Bienvenido carnaval
- 5. A la sombra de mi mama
- 6. Alma challuera
- 7. Que hermoso sueño soñé
- 8. Canción para mi niño hachero
- 9. Chúcaro
- 10. Canción para un deseo
- 11. La barranquera
- 12. Kakuy
- 13. Alma de rezabaile
- 14. Tata Nachi
- 15. Sembramos la chacarera